# Campaña otomana contra Ormuz

La expedición de Piri Reis contra Ormuz en 1552 lo que lo llevó a realizar un recorrido completo por la Península arábiga

La campaña otomana contra Ormuz se refiere a la expedición dirigida en 1552 por el almirante Piri Reis desde Suez para conquistar la fortaleza portuguesa de Ormuz, situada en el estrecho del mismo nombre, a la entrada del Golfo Pérsico. Esta operación se puso en marcha para reducir la amenaza portuguesa a las posesiones otomanas en la Península arábiga y disminuir su control sobre el comercio de especias.
La expedición inicial terminó en fracaso y Piri Reis, después de tomar el contador portugués en Mascate, no logró forzar la entrada al fuerte de Ormuz. Obligado a retirarse a Basora, en el fondo del Golfo Pérsico, eligió regresar a Egipto con solo unos pocos barcos y fue condenado a muerte por su fracaso.
Se hicieron dos intentos de llevar la flota otomana de vuelta a Suez. Murad Reis hizo un primer intento en junio de 1553 para sacar a la flota del Golfo Pérsico pero no pudo pasar el Estrecho de Ormuz, que estaba cerrado por un efectivo bloqueo portugués. Seydi Ali Reis lo intentó de nuevo en julio de 1554. Después de lograr salir del Golfo, se encontró frente a la flota portuguesa en el Mar Arábigo. En una primera batalla logró infligir grandes pérdidas a la fuerza enemiga, pero su flota sufrió graves daños en un segundo encuentro. El resto de los barcos fueron víctimas de una tormenta que los llevó a la deriva hasta las costas de la India. Seydi Ali Reis solo logrará regresar a Estambul varios años después con un puñado de hombres por tierra. Sefer Reis, otro almirante a cargo de una misión de apoyo a la flota, se dedicó al corso cuando se enteró de la derrota de Seydi Ali Reis, logrando capturar varios barcos mercantes portugueses.
La operación fue un fracaso total para los otomanos. No consiguieron su objetivo y su flota fue destruida durante las operaciones para llevarla a su puerto de origen.

## Contexto

### Control portugués de la ruta de la India

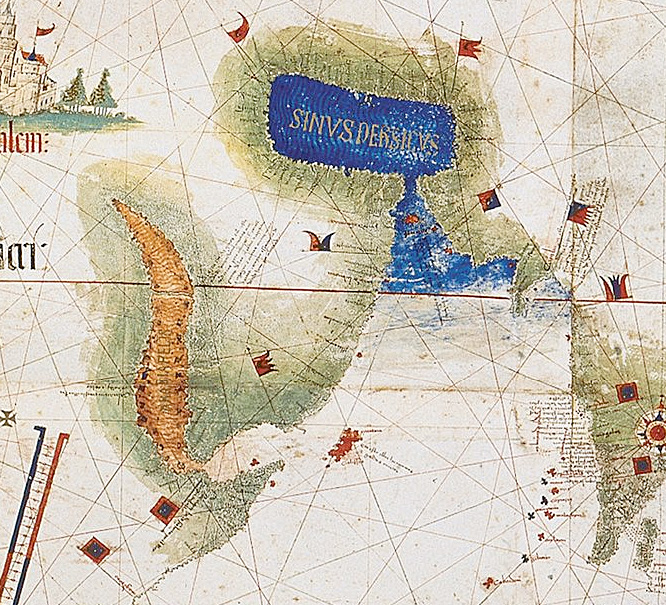
Detalle del planisferio de Cantino, mapa portugués de principios del que representa el Golfo Pérsico (en azul) y Hormuz (en rojo).

Tras el viaje de Vasco de Gama en 1498 que abrió la ruta a la India, los portugueses construyeron un imperio comercial en el Océano Índico centrado en Goa; la India portuguesa. Establecieron puestos de comercio en muchos puntos estratégicos a lo largo de la costa, lo que les permitió controlar los flujos comerciales, en particular el lucrativo comercio de especias.
En 1507, el navegante Afonso de Albuquerque firmó un acuerdo con los soberanos de Ormuz para la construcción de una fortaleza en la isla. La obra fue posteriormente abandonada pero Portugal finalmente se estableció en Ormuz en 1515. Así es como Piri Reis, el famoso almirante otomano que más de 25 años después tomó la iniciativa de desalojar a los portugueses, describe la posición de los portugueses en su portulano Libro de las Materias Marinas, en turco Kitab-ı Bahriye escrito en 1526 :

Sepa que Hormuz es una isla. Muchos comerciantes la visitan... Pero ahora, oh amigo, los portugueses han llegado allí y han construido una fortaleza en su cabo. Controlan el lugar y recaudan los impuestos... ¿Ves en qué decadencia ha caído esta provincia? Los portugueses han derrotado a los locales, y sus propios comerciantes llenan los almacenes allí. No importa la temporada, el comercio ya no puede tener lugar sin los portugueses. Nota 1

- Piri Reis, Kitab-i Bahriye

### Conquistas otomanas delsigloXVI
Gracias a la conquista de Egipto en 1517, los otomanos tuvieron una primera apertura al Océano Índico. En 1533-35, Solimán el Magnífico tomó Mesopotamia de los persas sefardíes. Según el historiador Salih Özbaran, esta conquista del Irak, que a primera vista es una campaña para limitar la influencia de la herejía chiita propugnada por los sefardíes, tenía como objetivos reales el control de la Ruta de la Seda de Tabriz a Bursa y la Comercio de especias de Basora a Alepo. Sin embargo, no fue hasta 1546 que los otomanos ejercieron un control directo sobre Basora, un gran puerto comercial con vistas al Golfo en la desembocadura del río Shatt al-Arab. Suez fue elegida como base de la flota otomana en el océano Índico. Piri Reis, almirante y cartógrafo de gran renombre, fue puesto a la cabeza en 1547. A principios de 1549, dirigió con éxito una primera expedición contra Adén, que recuperó de los rebeldes árabes que la habían tomado.

### Primeros contactos entre otomanos y portugueses en el Golfo Pérsico
La toma de Basora por el Gobernador de Bagdad Ayas Pasha parece ir acompañada de objetivos mucho más ambiciosos, como afirma uno de sus mensajes a un líder árabe: 

He recibido la orden de Su Majestad el Sultán de ir a Basora para conquistarla y desde allí ir a Ormuz y a la India para luchar contra el infiel portugués, poner fin a su dominación y aniquilarlo 

Esta misión adicional no es realista debido a la falta de un arsenal de capacidad suficiente en Basora para establecer una flota capaz de competir con la marina portuguesa. En 1547, los otomanos enviaron emisarios al gobernador portugués de Ormuz para encontrar un modus vivendi entre las dos potencias, que no fue efectivo debido a sus intereses divergentes. Los otomanos consolidaron su posición en la costa árabe del Golfo Pérsico, tomando posesión de la región de Al-Hasa, actual Arabia Saudita. Cuando los árabes del puerto de Qatif les entregaron la ciudad en 1550, se organizó una intervención portuguesa desde Hormuz. Destruyeron Qatif y se prepararon para atacar Basora, aprovechando las tensiones entre las tribus árabes locales y los otomanos. Gracias al subterfugio del gobernador de la ciudad, que hizo creer a la ciudad en una alianza musulmana contra los portugueses, la batalla se evitó y los portugueses se volvieron atrás.

## Expedición de Piri Reis

### Preparación de la expedición y la toma de Mascate

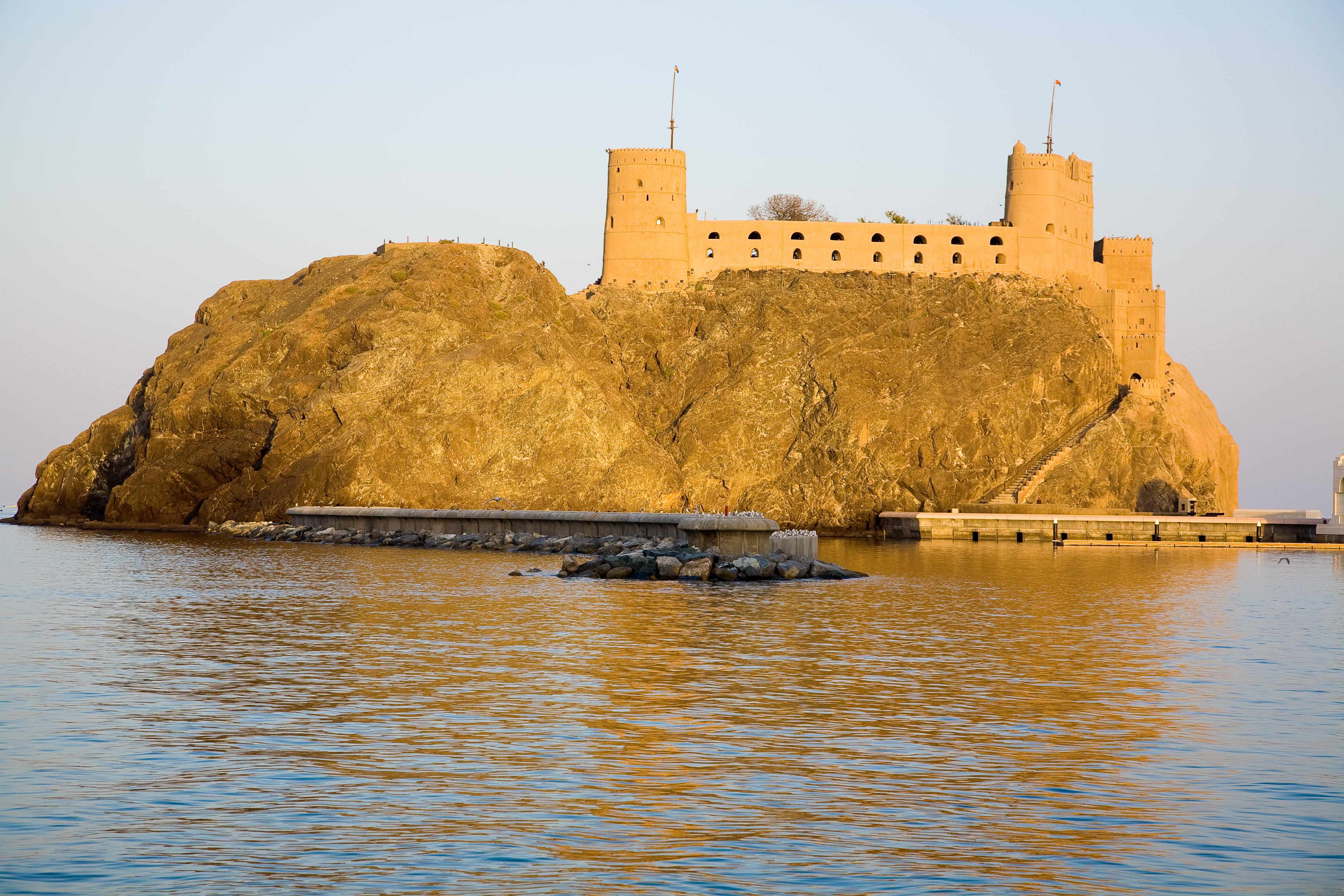
El fuerte de São João en Mascate demolido por Piri Reis durante su paso.

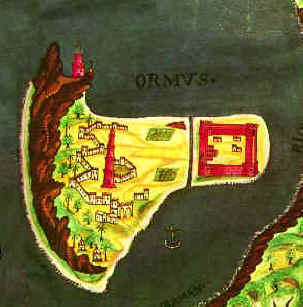
Mapa de Ormuz del que muestra el fuerte portugués.

El ataque contra Ormuz lo decide Rüstem Pasha, el Gran Visir otomano, quien, alertado por los ataques portugueses lanzados desde Ormuz, pretende aniquilar esta base enemiga, para convertir el Golfo Pérsico en un lago otomano. Ordenó que se construyeran nuevos barcos en Suez en 1550 y encargó a Piri Reis la tarea de preparar una expedición contra Hormuz y la isla de Baréin, que dependía de los portugueses.
En abril de 1552, el Almirante Piri Reis zarpó de Suez con una flota de 25 galeones, cuatro galeones con 850 soldados a bordo. Después de pasar Jeddah y el estrecho de Bab el Mandeb, se dirigió a Ras al-Hadd, una península a la entrada del Mar Arábigo. En agosto, los otomanos aparecieron en Mascate, un importante bastión portugués. El hijo de Piri Reis, Mehmet Rei al frente de una vanguardia de cinco galeras llegó allí primero e hizo bombardear la ciudad. El sexto día de los bombardeos, el resto de la flota otomana llegó, y al día siguiente el comandante portugués accedió a rendirse con la condición de que se permitiera a su guarnición llegar a Ormuz libremente. Sin embargo, Piri Reis no cumplió su promesa; tomó los 128 prisioneros portugueses, desarmó su flota y destruyó la fortaleza.

### Asedio de Hormuz, saqueo de Qeshm y retirada a Basora
La flota otomana llegó a la isla de Ormuz el 19 de septiembre de 1552, cinco meses después de su partida. Los 700 portugueses que mantienen el fuerte estaban preparados para la llegada de los otomanos. Rápidamente tomaron la ciudad de Ormuz y comenzaron un bombardeo de la posición enemiga. La situación era difícil para ambas partes. Los portugueses experimentaron una escasez de alimentos y los otomanos, agotados por su largo viaje, se quedaron sin pólvora. También temían la llegada de refuerzos portugueses de la India. Después de veinte días de lucha, Piri Reis decidió levantar el asedio el 9 de octubre. Según fuentes portuguesas, el almirante puso entonces sus miras en la vecina isla de Qeshm, rescatando a los ricos comerciantes que se habían establecido allí.
A finales de octubre, los otomanos pusieron rumbo a Basora en el fondo del Golfo Pérsico. Durante el mismo período, las autoridades de la India portuguesa, conscientes de la campaña otomana, decidieron llevar a cabo una contraofensiva. Afonso de Noronha dejó Goa para ir a Ormuz a la cabeza de una flota de 80 barcos, 30 de los cuales eran grandes. A su llegada a Diu, en la costa de Guyarat, se enteró de que los otomanos se habían retirado a Basora y decidió no ir a Ormuz en persona y envió a su sobrino, Dom Antao de Noronha, a la cabeza de una flota de 12 grandes barcos y otros 28 menores. Cuando llegó a su destino en noviembre de 1552, solo pudo ser testigo de la violencia del ataque otomano que causó mucha destrucción en Ormuz.

### Regreso a Suez y ejecución de Piri Reis

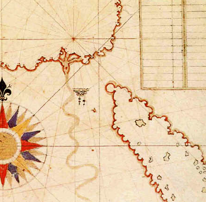
Suez en el fondo del Mar Rojo como se muestra en el portulan Kitab-ı Bahriye (1521-1525) de Piri Reis.

Cuando Piri Reis llegó a Basora, se enfrentó al beylerbey (gobernador) de la provincia de Kubad Pasha, con quien no se llevaba bien. Piri Reis decidió ir a Egipto lo más rápido posible, partió de nuevo hacia Suez con sólo tres galeras rápidas, dejando el grueso de su flota en Basora. El almirante otomano fue, a pesar de sus explicaciones, decapitado en El Cairo por orden del sultán debido a sus fracasos.
Según Svat Soucek, esta secuencia que conduce a la matanza de Piri Reis puede explicarse por la animosidad entre el almirante y el gobernador, que se deriva del hecho de que el comandante de la flota culpa al beylerbey por no haber enviado los refuerzos prometidos para la conquista de Ormuz, en particular la pólvora, y por lo tanto por tener una gran responsabilidad en el fracaso otomano. Por ello, para cubrir sus propios fallos, se supone que el informe que Kubad Pasha envió a Estambul era particularmente desfavorable. Piri Reis habría salido así apresuradamente hacia Suez para dar su propia versión de los hechos, dejando el resto de sus barcos en Basora por temor a que la flota india portuguesa, de la que tiene razones para temer que todavía esté presente en el Golfo, detectara una formación demasiado grande y se dedicara al combate. Svat Soucek también indica que hay dos cargos graves pendientes contra el Almirante, que pueden haber influido en el veredicto: se le acusa de haber rescatado a los habitantes de Qeshm después de su fracaso en Ormuz, elemento corroborado por su posterior denuncia a las autoridades otomanas, y sobre todo, de haber sido comprado por los portugueses para levantar su asedio. La veracidad de este rumor es fuertemente cuestionada por el cronista İbrahim Peçevi (1572-1650) que destaca el apego probado, lejos de su vida, por el almirante a la casa otomana y a la defensa del Islam. En cuanto a Giancarlo Casale, achacó la salida precipitada de Piri Reis a una crisis de confianza ligada a su avanzada edad  pues tenía entonces, según algunas fuentes, 90 años, a su desconocimiento de estos mares y a una gran decepción por su fracaso frente a los portugueses.

## Intentos de traer la flota de vuelta a Suez

### El fracaso de Murad Reis

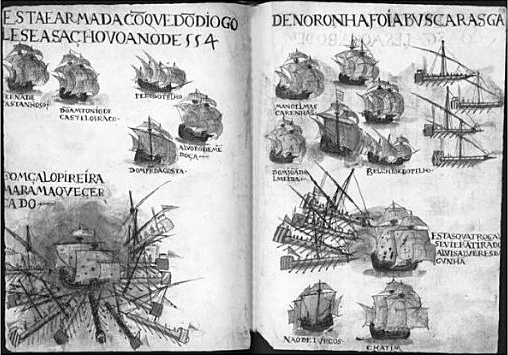
Descripción de la batalla entre Murad Reis y la flota portuguesa donde las galeras otomanas inmovilizan dos barcos enemigos.

El sultán que deseaba el regreso de la flota de Piri Reis a Suez nombró Almirante de Egipto a Murad Reis, antiguo gobernador de Qatif en la costa del Golfo Pérsico, y le ordenó que trajera la flota de vuelta a puerto. Hizo el viaje por tierra de Estambul a Basora en junio de 1553 y tomó el mando de la flota. Quince galeras y un galeón zarparon en agosto, mientras que los otros barcos se dejaron en el amarradero. Los portugueses son advertidos de los movimientos enemigos e interceptan la flota en el Estrecho de Ormuz. Durante la batalla subsiguiente, el buque insignia del Comandante Diogo de Noronha fue hundido por los cañones otomanos, pero tuvo tiempo de abandonar el barco a tiempo. La confrontación finalmente se convirtió en una ventaja para los portugueses, quienes mataron a dos comandantes así como a muchos marineros otomanos y hundieron varios barcos por lo que, Murad Reis decidió retirarse a Basora.

### Odisea de Seydi Ali Reis

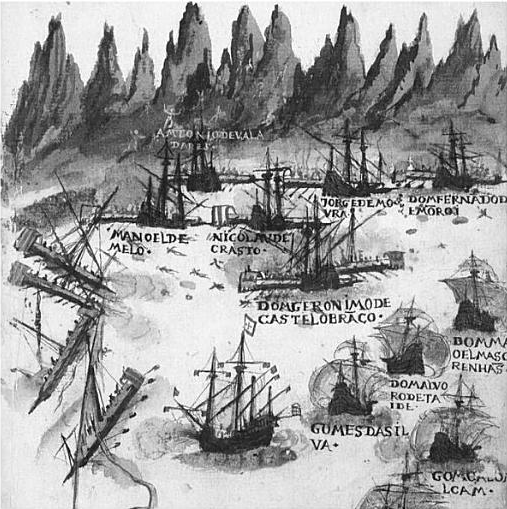
enfrentamientos entre Seydi Ali Reis y la flota portuguesa, extraído del Livro de Lisuarte de Abreu

Sin embargo, Solimán el Magnífico no se debilitó en su deseo de llevar la flota de vuelta a Egipto y nombró a otro almirante para esta misión; Seydi Ali Reis. Era un marinero experimentado que había luchado junto a Barbarroja en muchas batallas en el Mediterráneo. Después de permanecer un tiempo en Basora para ayudar al gobernador de la provincia a proteger la ciudad de una rebelión árabe, levantó el ancla el 2 de julio de 1554 a la cabeza del resto de la flota de Piri Reis, quince barcos, tras ser informado de que a los portugueses sólo les quedaban cuatro barcos. Sin embargo, el comandante de la flota portuguesa, Dom Fernando de Menezes, que se encontraba entonces en Mascate en el Mar Arábigo, fue avisado de la llegada de los otomanos por una terrada, un pequeño barco tradicional de la región. Decidió ir al encuentro de Seydi Ali, reunió una flota de 25 barcos, incluyendo seis carabelas y doce galeras, y partió hacia Ormuz. El enfrentamiento entre las dos fuerzas tuvo lugar cerca de Khor Fakkan, a lo largo de la costa de Omán, el 9 de agosto de 1554. Como lo describió más tarde Seydi Ali Reis en su diario de viaje Mirat ul Memalik, el 'espejo de los países', fue una batalla dantesca. Informa que este primer enfrentamiento resultó en una victoria para los otomanos pero, después de retirarse y hacer reparaciones, la flota portuguesa de 34 barcos se enfrentó en otra batalla. En su relato, el almirante otomano señala que fue mucho más violento que cualquiera de las batallas de Barbarroja. Derrotado, con sólo nueve barcos, se dirigió a Yemen. Sin embargo, una tormenta muy violenta desvió la flota hacia el este. Katip Çelebi (1606-1657), un historiador otomano, utiliza el término «hilo tufanı»", 'inundación de elefantes' para describirlo. Los buques que sufrieron graves daños y tuvieron que tirar por la borda todos sus bienes y suministros superfluos fueron a parar a las costas de la India. Tras refugiarse con los gobernantes musulmanes de Guyarat, abandonó sus barcos, que finalmente cayeron en manos de los portugueses y no volvió a Estambul hasta 1557 tras un largo viaje por Asia Central.

### Sefer Reis al rescate
El historiador Diogo do Couto (1542-1616) informaba de que mientras Seydi Ali Reis todavía operaba en el Golfo Pérsico, las autoridades otomanas decidieron enviar al almirante Sefer Reis en su apoyo. Zarpó de Suez en el verano de 1554, su fuerza de apoyo consistía en dos galeras y un bergantín. Su misión era unirse a la flota de Seydi Ali y escoltarla hasta el puerto. Cuando llegó a la costa de Omán, al sur de Mascate, recibió la noticia de la derrota de su homólogo por los portugueses. Entonces decidió hacer una guerra contra el Estado de la India. Cortó la ruta marítima entre Diu en la India y Ormuz, logrando apoderarse de cuatro barcos mercantes portugueses que contenían mercancías valiosas. Sefer Reis envió estos barcos de vuelta a Moca en el Yemen, a la cabeza de los cuales colocó a algunos de sus hombres mientras que sus tripulaciones fueron puestas en planchas. Sin embargo, durante una patrulla de rutina, un fuste portugués fuertemente armado se topó con el convoy. Una de las tripulaciones se rebeló contra los turcos a la vista del fuste y, junto con el fuste, lograron recuperar el control de todas las naves. Los portugueses entonces volvieron, estableciendo un nuevo curso para la India. Sin embargo, Sefer Reis, que había abandonado la vigilancia de la ruta marítima y se preparaba a su vez para llegar al Yemen, se encontró de nuevo con los barcos portugueses. Al darse cuenta del cambio de rumbo, logró apoderarse rápidamente de los barcos mercantes y continuó el fideicomiso que finalmente tomó sin luchar. Entonces podría volver a Moka con los cinco barcos portugueses y su botín.

## Consecuencias

### Debilidad de la Armada Otomana
La operación fue un grave fracaso para los otomanos, la fortaleza de Ormuz no fue tomada y no quedó nada de la flota construida para la expedición. Marcó el fin de las reclamaciones navales otomanas en el Golfo Pérsico y más ampliamente en el océano Índico, donde los otomanos posteriormente solo enviaron pequeñas formaciones. El intento de conquistar Baréin en 1559 no fue en sí mismo una operación naval, ya que la marina solo desempeñó el papel de transporte de tropas, en una distancia corta.

### Comercio de especias
El hecho innegable es que el Mediterráneo ha recuperado una gran parte del tráfico de pimienta, si no la mayor parte. El comercio del Levante prosperó: muchas caravanas estaban involucradas, algunas del Golfo Pérsico, otras del Mar Rojo.

- Fernand Braudel, El Mediterráneo y el mundo mediterráneo en la época de Felipe II.